# Адамс, Флойд (младший)
Флойд Адамс-младший (англ. Floyd Adams, Jr.; 11 мая 1945, Саванна, Джорджия — 1 февраля 2014, там же) — американский политик, 63-й мэр города Саванна. Член Демократической партии.

## Биография
Флойд Адамс-мл. родился 11 мая 1945 года в городе Саванна, штат Джорджия. Он окончил католическую школу Св. Пия X, а затем — университет Армстронг Атлантик. Адамс работал советником и издавал газету Savannah Herald, которую основал его отец в 1945 году.
В 1982 году Адамс был избран в городской совет Саванны. В 1992 году он стал олдерменом, и служил на этой должности до 1996 года. В 1995 году он баллотировался на должность мэра Саванны и на выборах победил действующего мэра от Республиканской партии Сюзан Вейнер. Адамс вступил в должность в январе 1996 года, став первым афро-американским мэром в истории города.
Во время пребывания Адамса в должности мэра в Саванне проводились соревнования по парусному спорту Летних Олимпийских игр 1996 года. Адамс был переизбран в 1999 году, но был лишён возможности добиваться переизбрания в 2003 году из-за ограничения количества сроков.
В 2006 году Адамс баллотировался на пост президента Совета народного образования округа Саванна-Чатем. На выборах он занял третье место, уступив республиканцу Джо Баку и демократу Хью Голсону.
В 2007 году Адамс вновь баллотировался на пост мэра Саванны. На выборах, состоявшихся 6 ноября, он занял второе место, уступив действующему мэру Отису Джонсону.
Флойд Адамс-мл. умер 1 февраля 2014 года в Саванне в больнице Св. Иосифа.